# Värmeväxlare
En värmeväxlare används för att överföra värmeenergi från ett medium till ett annat. Mediet kan till exempel vara vatten eller luft, men även andra fluider och i enstaka fall även fasta partiklar. Värmeväxlare kan exempelvis användas för att bibehålla värme vid ventilation, eller för passiv kylning.

## Grundtyper
Det finns olika grundtyper av värmeväxlare:

### Motflödes

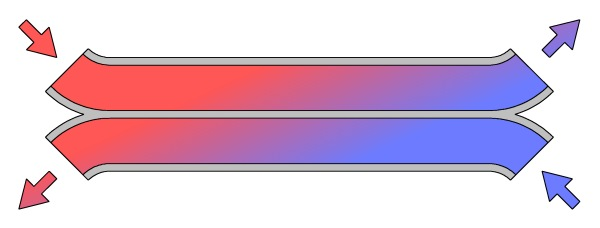
Motflödes värmeväxlare

Det varma mediet flödar i motsatt riktning mot det kalla. Denna typ är effektiv, då den kan överföra nästan all värmeenergi från den ena sidan till den andra. Den används med fördel i hus för att återföra värmen i ventilationssystem. Även vanliga radiatorer fungerar enligt motflödesprincipen när luften via konvektion strömmar upp utefter elementet.

Kallas även för plattvärmeväxlare eller korsströmsvärmeväxlare inom ventilation där medierna passerar varandra i ett lamellpaket av veckade aluminiumplåtar.  Korsströmsvärmeväxlarens verkningsgrad är cirka 50-60 %.  Motströmsvärmeväxlaren kan i bästa fall komma upp i 90 %.  Konstruktionen gör rengöring komplicerad.

### Medflödes

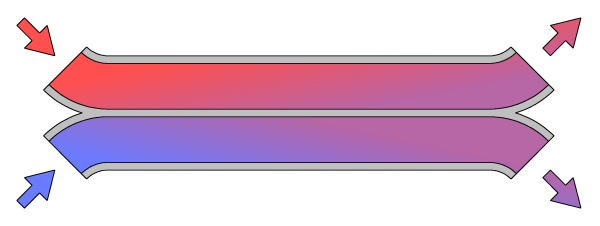
Medflödes värmeväxlare

Det varma mediet flödar i samma riktning som det kalla. Denna typ har betydligt sämre återföringsgrad. Man kan se det som om man blandar de ingående mediernas temperaturer.

### Korsflödes

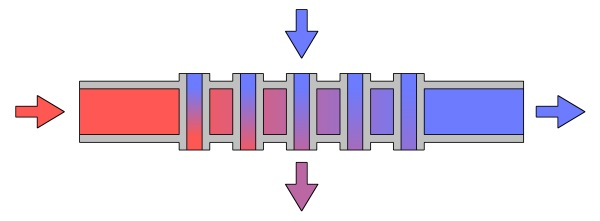
Korsflödes värmeväxlare

Det varma mediet flödar vinkelrät mot det kalla. Denna är vanlig i bilar och luftkonditioneringaggregat då den går att göra liten och kompakt. Den har dock inte speciellt hög värmeåterföringsgrad.

### Växelflödes

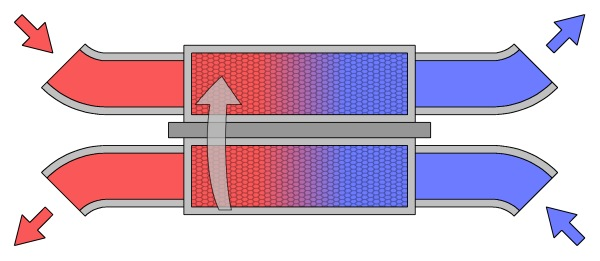
Växelflödes värmeväxlare

Det varma mediet byter plats med det kalla genom ventiler eller annan mekanisk rörelse. Denna typ kan också få hög verkningsgrad, och påminner lite om motflödesväxlaren. Den har dock en nackdel att den inte till 100% separerar medierna. Den är vanlig för att återföra värmen i ventilationssystem.

## Roterande värmeväxlare
Den roterande värmeväxlaren består av ett roterande hjul uppbyggt av veckade aluminiumprofiler där den varma frånmediat värmer upp rotorn, som därefter värmer upp den kalla tillmediat.

## Exempel på värmeväxlare
- Kylskåp använder värmeväxlare för att med ett kylmedium kyla luften i kylskåpet. Likadant med andra kylanläggningar, exempelvis luftkonditionering i ett hus eller en bil.
- Värmepumpar innehåller värmeväxlare för uppvärmning av fastigheter. De överför värme från ett kallare medium till inomhusluften, exempelvis från frånluften, utomhusluften eller grundvattnet (bergvärme).
- Fjärrvärmeanläggningar innehåller värmeväxlare för att överföra värmen från fjärrvärmenätet till värmesystemet i fastigheten, utan att blanda värmemediumet i de två systemet.
- Radiatorer (värmeelement) för vattenburen värme som finns i hus är värmeväxlare som överför värme från varmvatten till luften.[källa behövs]
- Varmvattenberedare nyttjar en värmeväxlare för att överföra värme till kranvattnet.[källa behövs]
- Bilen har flera värmeväxlare, kylaren, för att motorn inte skall bli överhettad och kupévärmen som kommer ifrån en annan växlare. Den senare kallas ofta "värmepaket".[2] Även intercoolern i en bil med turbomotor är en värmeväxlare som kyler den komprimerade laddluften med hjälp av omgivande luft.

Sats om värmeväxlare:
I en given värmeväxlare, där värmegenomgångskoefficienten, (k eller U) är konstant och vätskeflödena är konstanta på ömse sidor av värmeöverförande delar råder direkt proportionalitet mellan det överförda värmeflödet och temperaturdifferensen mellan två godtyckliga punkter i värmeväxlaren.
Värmeflödet (värmeeffekten) = konstant gånger (en godtycklig temperaturdifferens i en punkt).

## Räkneexempel
Effektuttag [J/s] = flöde [kg/s] * värmekapacitivitet [J/(kg*K)] * temperaturskillnad [K] * verkningsgrad [η]
Där J = Joule, kg = Kilogram, K = Kelvin.

### Räkneexempel
Om en husägare mäter upp att temperaturen på ingående rör med vattenburen värme till sin värmepanna är 40 °C och utgående temperatur är 60 °C samt att det därmed är just vatten som används i rören.  Flödet fastställs till 0,001 m³/s (1 liter/sekund) med data från cirkulationspump eller med ultraljudsmätning.
Om en värmepanna avger 600 J användbar värmeenergi från ved med ett energivärde på 1000 J så har den en effektivitet på η = 0,6
Massa [kg] = Densitet [kg/m³] * Volym [m³]
Vattnets densitet vid 50 °C är 987,7 [kg/m³] vilket ger en massflöde på 0,988 [kg/s].
Specifik värmekapacivitet vid 25 °C för vatten är 4181,3 [J/(kg*k)]. Det innebär att det går åt 4181,3 Joule för att värma 1 kg flytande vatten 1 °C.
Hela formeln:

Effektuttag [J/s] = volymflöde [m³/s] * densitet [kg/m³] * värmekapacitivitet [J/(kg*K)] * temperaturskillnad [K] * verkningsgrad [η]
Resultat:

Nyttig effekt = 0,988 [kg/s] * 4181,3 [J/(kg*k)] * 20 [K] * 0,6 = 49 558 W